# 萨哈林州美术馆
萨哈林州美术馆是一个位于俄罗斯萨哈林州南萨哈林斯克的美术博物馆，成立于1983年3月25日，被誉为“俄罗斯最年轻的博物馆之一”。收藏有许多种类的艺术作品，包括苏联艺术、当地土著人艺术和周边国家艺术等，并为有关安东·帕夫洛维奇·契诃夫的艺术作品单独开设了专题。

## 概况
萨哈林州美术馆位于风景优美的库页岛南部，坐落于日本北海道拓殖银行丰原分行曾所在的建筑。其收藏有许多种类的艺术作品，例如土著人艺术、民间艺术、苏联艺术、基督教艺术、萨哈林州艺术、远东艺术、俄罗斯艺术、俄罗斯当代艺术、儿童艺术、中国艺术、韩国艺术和日本艺术等。除此之外，为纪念安东·帕夫洛维奇·契诃夫的文学成就，萨哈林州博物馆为有关他的艺术作品单独开设了专题。为了系统化博物馆的活动，提高专家的专业水平，萨哈林州美术馆在博物馆内设立了一些部门。如科学与博览会部、博物馆资源中心、地区艺术项目部和行政和经济部门等。

## 游览

### 门票
萨哈林州美术馆的参观门票为70卢布，拍照留念需多加30卢布（即100卢布）。

### 开馆时间
萨哈林州美术馆每周休息一天，具体开馆时间如下：
- 每周一闭馆
- 周四：10:00-20:00
- 周二、周三、周五、周六、周日：10:00-18:00

### 周边建筑
萨哈林州美术馆周边有多家购物中心和数码城。除此之外，南萨哈林斯克列宁广场距离美术馆约0.4千米，契诃夫文学博物馆距离美术馆约0.9千米。